# Şehzade Yusuf Izzeddin
Şehzade Yusuf Izzeddin (en turco otomano: شهزادہ یوسف عزالدین‎ ;10 de octubre de 1857-1 de febrero de 1916) fue un príncipe otomano, el hijo mayor del sultán Abdulaziz y su primera esposa Dürrünev Kadın.

## Educación y primeros años
Şehzade Yusuf Izzeddin nació el 10 de octubre de 1857 en el Palacio de Dolmabahçe. Su padre era el sultán Abdulaziz, entonces príncipe, y su madre era Dürrünev Kadın, hija mayor del príncipe Mahmud Dziapş-lpa y su esposa, la princesa Halime Çikotua. Tenía una hermana, Saliha Sultan, cinco años menor que él. Se crio escondido en la villa de Kadir Bey, molla de La Meca, ubicada en Eyüp. Su nacimiento se mantuvo en secreto hasta que su padre ascendió al trono en 1861.
La educación inicial de Izzeddin se llevó a cabo en la Escuela del Príncipe, Palacio de Dolmabahçe. Sus tutores fueron Miralay Süleyman Bey, Ömer Efendi, Tophane Müfti Ömer Lutfi Efendi, Gazi Ahmed Muhtar Pasha y Gürcü Şerif Efendi. Tomó sus lecciones de francés del médico jefe del sultán, Marko Pasha, y del yerno de Sakızlı Ohannes Pasha, Şarl.
Izzeddin fue circuncidado el 20 de junio de 1870. Otros príncipes que fueron circuncidados junto con Izzeddin fueron Şehzade Selim Süleyman y Şehzade Mehmed Vahideddin, hijos del sultán Abdulmejid I; Şehzade Mehmed Selaheddin, hijo del príncipe heredero Murad; Şehzade Mahmud Celaleddin, el propio hermano de Izzeddin; y Sultanzade Alaeddin Bey, hijo de Münire Sultan, hija de Abdulmejid.

## Carrera militar y vida pública

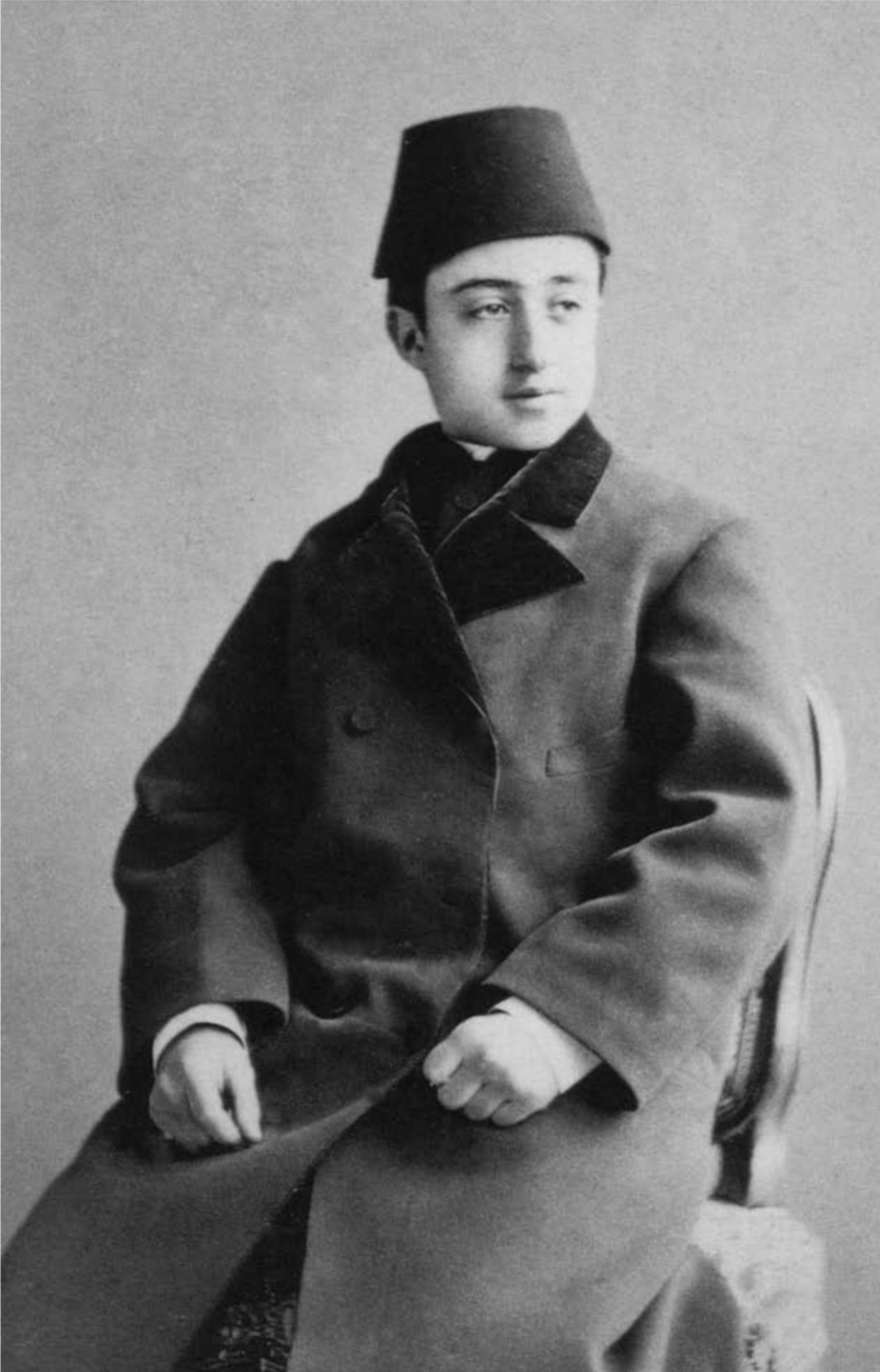
Şehzade Yusuf Izzeddin, a los dieciséis años en 1873

En noviembre de 1861, Izzeddin, entonces un niño de cuatro años, fue enlistado en el ejército y fue ascendido rápidamente. En 1866, cuando tenía nueve años, fue nombrado teniente coronel en el ejército imperial otomano y estaba gritando órdenes a su batallón con la voz de su hijo durante un desfile en Pangatlı cuando el príncipe Carlos Antonio de Hohenzollern-Sigmaringen visitó Estambul en octubre de 1866. Ese mismo año se encargó una fuente en Tophane a su nombre. El 3 de septiembre de 1867, con diez años, Izzeddin recibió el grado de coronel y su padre lo llevó de viaje a las capitales europeas.
El 15 de julio de 1868 fue ascendido al rango de Brigadier del Regimiento de Infantería Pura en el Primer Ejército Imperial. En 1869 se reunió con el Príncipe de Gales Eduardo (futuro Eduardo VII) y la Princesa de Gales Alexandra de Dinamarca, cuando visitaron Estambul. El 30 de mayo de 1870 se le otorgó el rango de Brigadier del Regimiento de Infantería Pura tanto del Primer como del Segundo Ejército Imperial.
El 3 de noviembre de 1871 a la edad de catorce años, Izzeddinn fue nombrado Jefe de Estado Mayor del Primer Ejército Imperial con el rango de Teniente General, y poco después, el 18 de abril de 1872, fue nombrado comandante del Primer Ejército. En 1874, a los diecisiete años, apareció con su padre, justo después del Gran Visir, el Şeyhülislam y los ministros en las ceremonias de premiación de los graduados de las escuelas imperial, médica y militar. Pronunció el discurso de felicitación a los graduados.

## Asunto de la sucesión
Después de su ascenso al trono, el príncipe Murad (futuro sultán Murad V), se convirtió en heredero al trono. Sin embargo, Abdulaziz comenzó a considerar cambiar la regla de sucesión a favor de Izzeddin. Con este propósito, Abdulaziz se propuso apaciguar a diferentes grupos de presión y hacer que su hijo ganara popularidad entre ellos.
Durante la visita de 1867 a Europa, se difundieron rumores de que, contrariamente a las reglas del protocolo, Abdulaziz organizó la recepción de Izzeddin en París y Londres ante el heredero oficial, el príncipe Murad.
Se empleó una nueva estrategia de propaganda cuando aparecieron imágenes de Izzeddin en el semanario "Ayine-i Vatan" en 1867. Se rumoreaba que Mehmed Arif, el editor, recibió una enorme subvención a cambio. En una de las imágenes, se muestra a Izzeddin vistiendo un uniforme militar. Pasó la mayor parte de su adolescencia en los cuarteles, y muchos militares de alto rango y burócratas de alto nivel recibieron obsequios a cambio de su apoyo en esta situación.
Cuando el conservador Mahmud Nedim Pasha se convirtió en Gran visir en septiembre de 1871, prestó su apoyo a los planes de Abdulaziz. En los primeros meses de 1872 se generó una comapign susurrante en el sentido de que Abdulaziz había obtenido la aprobación verbal del Şeyhülislam y que éste daría un fetva a favor de la sucesión filial. Aunque el Palacio negó los rumores, y Mahmud Nedim Pasha afirmó que tal cambio no estaba en la agenda, Izzeddin todavía estaba siendo favorecido en el protocolo. Se presentó a Izzeddin una orden enviada por Vittorio Emanuele, el rey de Italia, el heredero oficial al trono.
En 1874, su retrato y biografía aparecieron en la portada de "L'Orient Illustre", un semanario en francés publicado en Estambul. Hasta ahora, esa revista sólo había publicado el retrato del sultán reinante.
Para legitimar aún más sus planes, Abdulaziz apoyó tácticamente un cambio a la primogenitura en la dinastía de Muhammad Ali en Egipto. Al otorgar la primogenitura a Isma'il Pasha en 1866, Abdulaziz buscaba claramente crear un clima de opinión positivo sobre un cambio a favor de su propio hijo. Significativamente, en este momento los periódicos informaron que se iba a construir un barco muy parecido al que poseía el Jedive para Izzeddin.

## Reinado de Abdul Hamid
El padre de Izzeddin, Abdulaziz, fue depuesto por sus ministros el 30 de mayo de 1876, y su sobrino Murad se convirtió en el sultán. Fue trasladado al Palacio Feriye al día siguiente. El 4 de junio de 1876, Abdulaziz murió en circunstancias misteriosas. Como ambos padres de Emine Sultan, la media hermana de Izzeddin, murieron en el verano de 1876, cuando ella aún no tenía dos años, Izzeddin la crio en su casa.
Después de reinar durante tres meses, Murad fue depuesto el 30 de agosto de 1876, su medio hermano, el sultán Abdul Hamid II ascendió al trono. Después de lo cual Murad y su familia fueron confinados al Palacio Çırağan. Abdul Hamid sospechaba de Izzeddin, y por esta razón hizo construir una comisaría frente a su casa de campo. Se le describió como una persona conservadora y piadosa, y también se le conocía como un hombre orgulloso y arrogante.
El Comité de Unión y Progreso consideró que el parlamentarismo y el constitucionalismo eran importantes debido a la fuerza de los elementos contrarrevolucionarios en el imperio. Más allá de eso, la CUP también fue bastante respetuosa con la dinastía otomana y sus políticas no eran antimonárquicas, y no querían establecer una administración republicana porque sabían que la dinastía otomana mantenía unido el imperio. Cuando se rumoreaba que Abdul Hamid había intentado cambiar el sistema de sucesión de tal manera que dejara el trono a sus hijos, la CUP había reaccionado con fervor. La CUP quería, y tuvo éxito, el apoyo de los príncipes otomanos para mantener las costumbres existentes, especialmente el apoyo de Izzeddin, y el heredero al trono, Şehzade Mehmed Reşad (futuro Mehmed V).

## Príncipe heredero

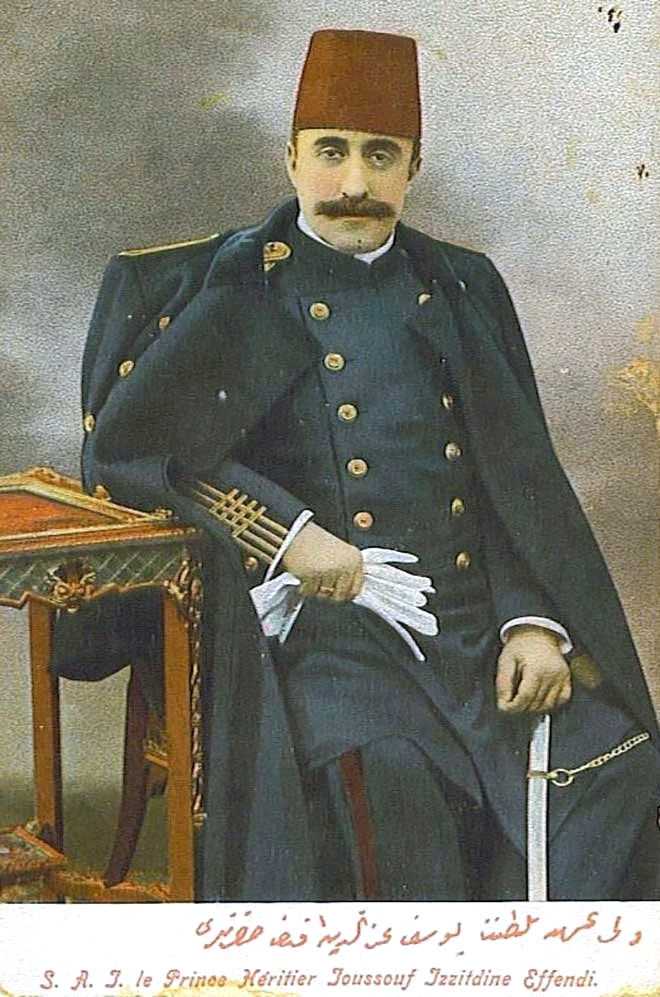
Şehzade Yusuf Izzeddin como príncipe heredero

Izzeddin se convirtió en heredero al trono tras el ascenso de su primo, el sultán Mehmed V, el 27 de abril de 1909. En 1910, se desempeñaba como mariscal de campo en el ejército imperial. También era políticamente consciente y activo. Era conocido por ser anti-CUP y era hostil al respaldo del Sultán Mehmed a la estrategia de guerra del gobierno. Sin embargo, como la CUP siguió de cerca los contactos entre el príncipe heredero y los políticos anti-CUP, y pudo controlar el impacto público de su oposición, esto no representó una amenaza significativa. Fue el sultán Mehmed quien colaboró con la CUP para evitar que el príncipe heredero se involucrara en política.
El 14 de mayo de 1912, Izzeddin asistió a la ceremonia que marcaba el tercer aniversario del reinado del sultán Mehmed en la Colina de la Libertad Eterna en Estambul. En julio de 1915, visitó a las tropas otomanas durante la campaña de Gallipoli. Se rumorea que su visita a Gallipoli fue la demostración de la ruptura entre la CUP e Izzeddin, quien reprendió a Enver Pasha por sacrificar en vano la vida de miles de soldados otomanos.
Izzeddin y el príncipe Vahideddin (futuro Mehmed VI) tenían rivalidad entre ellos. Aunque, fríamente educados el uno con el otro, se negaron a compartir el mismo carruaje incluso para las ceremonias del estado. Vahideddin insistió especialmente en ser considerado el segundo heredero aparente.

## Vida personal
La primera esposa de Izzeddin fue Çeşmiahu Hanım. Su madre era Mestare Hanım. Los dos se casaron en 1879. Ella fue la madre de Şehzade Mehmed Bahaeddin. Murió en 1911 en el Palacio Beşiktaş y fue enterrada en el mausoleo de Pertevniyal Sultan. Su segunda esposa fue Cavidan Hanım. Su verdadero nombre era Esma. Era hija del príncipe Ömer Pasha Achba, y la princesa Ayşe Kemalifer Hanım Dziapş-lpa, hija del príncipe Mahmud Bey Dziapş-lpa. Nació el 12 de enero de 1870 en Kars. Los dos se casaron el 20 de mayo de 1885 en el Palacio Beşiktaş. Murió en 1935 en Göztepe, Estambul.
Su tercera esposa fue Nazikeda Hanım. Su verdadero nombre era Amine Seten. Ella era la hija de Halil Bey Aredba. Nació el 30 de mayo de 1872 en Sujumi, Abjasia. Los dos se casaron el 6 de julio de 1886 en el Palacio Beşiktaş. Murió en 1946 en Erenköy, Estambul. Su cuarta esposa fue Faika Tazende "Yücesan" Hanım. Nació el 10 de octubre de 1875 en Poti, Abjasia. Los dos se casaron el 14 de octubre de 1892 en el Palacio Beşiktaş. Murió el 16 de junio de 1950 en Ortaköy, Estambul, y fue enterrada en el cementerio Yahya Efendi. Su quinta esposa fue Ebruniyaz Hanım.
Su sexta esposa fue Leman "Ünlüsoy" Hanım. Ella era la hija de Ahmed Bey y Şükriye Hanım. Nació el 6 de junio de 1888 en Batumi, Georgia. Los dos se casaron el 4 de febrero de 1904 en el Palacio Çamlıca. Ella fue la madre de Hatice Şükriye Sultan, Şehzade Mehmed Nizameddin y Mihriban Mihrişah Sultan. Murió el 3 de agosto de 1953 en el Palacio Çamlıca, Estambul, y fue enterrada en Selami Dergahi.

## Muerte
Yusuf Izzeddin sufrió por su papel y vivió sus últimos años en una especie de paranoia, hasta que se suicidó el 1 de febrero de 1916 en su villa de Zincirlikuyu, Estambul. Fue enterrado en el mausoleo de su abuelo, el sultán Mahmud II.

## Descendencia
| Nombre                                                                                  | Nacimiento                                          | Muerte                                              | Notas                                                                                    |
| Con Çeşmiahu Hanım (casado en 1879; muerto en 1911)                                     | Con Çeşmiahu Hanım (casado en 1879; muerto en 1911) | Con Çeşmiahu Hanım (casado en 1879; muerto en 1911) | Con Çeşmiahu Hanım (casado en 1879; muerto en 1911)                                      |
| --------------------------------------------------------------------------------------- | --------------------------------------------------- | --------------------------------------------------- | ---------------------------------------------------------------------------------------- |
| Şehzade Mehmed Bahaeddin                                                                | Febrero de 1883                                     | 8 de noviembre de 1883                              | murió en la infancia; enterrado en la tumba de Pertevniyal Sultan                        |
| Con Leman Hanım (casado el 4 de febrero de 1904;6 de junio de 1888-3 de agosto de 1953) |                                                     |                                                     |                                                                                          |
| Şükriye Sultan                                                                          | 24 de febrero de 1906                               | 1 de abril de 1972                                  | casada dos veces sin descendencia                                                        |
| Şehzade Mehmed Nizameddin                                                               | 11 de enero de 1909                                 | 9 de marzo de 1933/1935                             | murió soltero en el exilio en Locarno, Suiza; enterrado en la tumba del sultán Mahmud II |
| Mihrişah Sultan                                                                         | 30 de agosto de 1916                                | 25 de enero de 1987                                 | casada dos veces sin descendencia                                                        |

## Títulos y tratamientos
Esta tabla aún no está actualizada. Puedes contribuir aportando información sobre títulos y tratamientos de esta persona.